# Crazy Frog
Crazy Frog (littéralement : grenouille folle en anglais) est un personnage de grenouille anthropomorphe en image de synthèse utilisé dans différents morceaux de musique.
Le personnage tire son origine d'un bruitage du suédois Daniel Malmedahl, imitant vocalement des bruits de mobylette, diffusé sur le web en 1997. En 2003, un autre suédois, Erik Wernquist, accompagne le son avec une animation de grenouille et appelle sa vidéo « The Annoying Thing » (« la chose énervante »). Repéré par la société Jamba!, le personnage est alors repris pour accompagner différents morceaux de musique et prend le nom de Crazy Frog.

## Historique
En 1997, un jeune suédois, Daniel Malmedahl, réalise un bruitage où il s'amuse à imiter vocalement un moteur à deux temps de mobylette. Diffusé sur le web, son imitation connaît suffisamment de succès pour qu'un producteur lui propose de la reproduire à la télévision. Le bruitage devient célèbre sur Internet notamment via The Insanity Test, un site web où le challenge est de ne pas rire pendant au moins 60 secondes devant une image de Formule 1 accompagnée du bruitage.
En 2003, Erik Wernquist, un autre suédois, décide d'accompagner ce bruitage avec une animation en image de synthèse mettant en scène une grenouille qu'il baptise « The Annoying Thing »,. L'année suivante, la société allemande Jamba!, spécialisée dans les services de personnalisation de téléphonie mobile, rachète les droits aux deux créateurs pour reprendre le personnage à leur compte. "The Annoying thing" est alors rebaptisée Crazy Frog, un nom jugé plus accrocheur. Ce nom ne plaît manifestement pas à Wernquist : "Si j'avais su que cela allait être une chose si importante, je ne leur aurais pas permis d'utiliser ce nom stupide. Cela n'a rien à voir avec le personnage. Ce n'est pas une grenouille et ce n'est pas particulièrement fou non plus." Les deux suédois gagnent ainsi de l'argent sur leur création, bien que Malmedahl admette que « ce n'est même pas le pour cent de ce que [Jamster] gagne avec » via la vente de sonneries mobiles,.
Début 2005, un duo de producteurs allemands, Wolfang Boss et Bass Bumper, a enregistré un remix dance basé sur la sonnerie de téléphone, une reprise de Axel F composée en 1984 par Harold Faltermeyer pour le film Le Flic de Beverly Hills. Elle s'est alors classée numéro un des ventes de singles dans plusieurs pays européens. Aujourd'hui, elle totalise plus de 5 milliards de vues sur YouTube, ce qui la place dans le top 30 des vidéos les plus vues de la plateforme[réf. nécessaire].
L'engouement autour de cette sonnerie a été tel que divers produits dérivés ont vu le jour, dont des jeux vidéo : Crazy Frog Racer, Crazy Frog Racer 2. Crazy Frog a aussi sorti deux CD, Crazy Hits et More Crazy Hits. De plus, un DVD a aussi vu le jour regroupant tous les clips de Crazy Frog. Le DVD s'appelle Crazy Video Hits.
En février 2005, à la suite de la campagne publicitaire de Jamba!, l'organisation britannique Advertising Standards Authority (ASA) provoque une controverse en protestant contre les parties génitales apparentes de Crazy Frog.
En juillet 2009, le troisième et dernier album de la grenouille folle est distribué dans les bacs. Intitulé Everybody Dance Now il se compose de 19 titres et inclus en cadeau un badge collector à l'effigie du personnage.
Entre 2009 et 2011, neuf clips vidéos de Crazy Frog ont été mis en lignes sur YouTube dont deux supplémentaires en version HD. Les clips vidéos les plus célèbres resteront Axel F et We Are The Champions.
En décembre 2017, un documentaire intitulé The Not So Crazy Frog est mis en ligne sur la chaîne YouTube de la grenouille. Il raconte ses origines, ainsi que le succès international qu'elle a connu grâce à Axel F.
En avril 2020, il crée un compte Twitter sur lequel il annonce son grand retour avec un album.

## Discographie

### Albums
| Année | Album | Meilleure position     | Meilleure position   | Meilleure position   | Meilleure position     | Meilleure position     | Meilleure position             | Meilleure position     | Meilleure position  | Meilleure position   | Meilleure position    | Meilleure position   | Meilleure position     | Meilleure position     | Meilleure position    | Meilleure position  | Meilleure position  | Meilleure position  | Certifications     | Ventes                                                                           |
| Année | Album | Drapeau du Royaume-Uni | Drapeau de l'Irlande | Drapeau de la France | Drapeau de l'Australie | Drapeau de l'Allemagne | Drapeau de la Nouvelle-Zélande | Drapeau des États-Unis | Drapeau du Danemark | Drapeau des Pays-Bas | Drapeau de la Norvège | Drapeau de la Suisse | Drapeau de la Finlande | Drapeau de la Belgique | Drapeau de l'Autriche | Drapeau de l'Italie | Drapeau du Portugal | Drapeau de la Suède | Certifications     | Ventes                                                                           |
| ----- | --- | ---------------------- | -------------------- | -------------------- | ---------------------- | ---------------------- | ------------------------------ | ---------------------- | ------------------- | -------------------- | --------------------- | -------------------- | ---------------------- | ---------------------- | --------------------- | ------------------- | ------------------- | ------------------- | ------------------ | -------------------------------------------------------------------------------- |
| 2005  | Crazy Frog Presents Crazy Hits - Date de sortie : 25 juillet 2005 (Europe) 23 août 2005 ( États-Unis) - Label : Ministry of Sound - Genre : Dance | 3                      | 8                    | 2                    | 16                     | 6                      | 1                              | 9                      | 2                   | 40                   | 6                     | 2                    | 1                      | 1                      | 1                     | 3                   | 1                   | 2                   | - Russie : Diamant | - Royaume-Uni : 100,000 - France : 100,000 - Canada : 200,000 - Russie : 200,000 |
| 2005  | Crazy Frog Presents Crazy Hits: Crazy Xmas Edition - Date de sortie : (2005) - Label : - Genre :                                                  |                        |                      |                      |                        |                        |                                |                        |                     |                      |                       |                      |                        |                        |                       |                     |                     |                     |                    |                                                                                  |
| 2006  | Crazy Frog Presents More Crazy Hits - Date de sortie : 26 juin 2006 - Label : Ministry of Sound - Genre : Dance                                   | 64                     | –                    | 5                    | 38                     | 17                     | 20                             | 40                     | 1                   | –                    | 11                    | 14                   | 14                     | 1                      | 6                     | 31                  | 23                  | 19                  | - Danemark : Or    | - Danemark : 4,000                                                               |
| 2009  | Everybody Dance Now - Released: 19 August 2009 - Label : Ministry of Sound - Genre : Dance                                                        | –                      | –                    | 23                   | –                      | –                      | –                              | –                      | –                   | –                    | –                     | –                    | –                      | –                      | –                     | –                   | –                   | –                   |                    |                                                                                  |

### Singles
| Année | Titre                                   | Meilleure position | Meilleure position | Meilleure position | Meilleure position | Meilleure position | Meilleure position | Meilleure position | Meilleure position | Meilleure position | Meilleure position | Album                                                   |
| Année | Titre                                   | États-Unis         | Canada             | Royaume-Uni        | Australie          | Nouvelle-Zélande   | Irlande            | Allemagne          | France             | Belgique           | Europe             | Album                                                   |
| ----- | --------------------------------------- | ------------------ | ------------------ | ------------------ | ------------------ | ------------------ | ------------------ | ------------------ | ------------------ | ------------------ | ------------------ | ------------------------------------------------------- |
| 2005  | Bang-X (ft. Gulto Wagko)                |                    |                    |                    |                    |                    |                    |                    | 6                  |                    |                    | Crazy Frog Presents Crazy Hits                          |
| 2005  | Axel F                                  | 30                 | 1                  | 1                  | 1                  | 1                  | 1                  | 1                  | 1                  | 1                  | 1                  | Crazy Frog Presents Crazy Hits                          |
| 2005  | Popcorn                                 | –                  | 60                 | 12                 | 11                 | 1                  | 14                 | 18                 | 1                  | 11                 | 4                  | Crazy Frog Presents Crazy Hits                          |
| 2005  | Whoomp! (There It Is)                   |                    |                    |                    |                    |                    |                    |                    |                    |                    |                    | Crazy Frog Presents Crazy Hits                          |
| 2005  | 1001 Nights                             |                    |                    |                    |                    |                    |                    |                    |                    |                    |                    | Crazy Frog Presents Crazy Hits                          |
| 2005  | Jingle Bells/U Can't Touch This         | –                  | –                  | 5                  | 4                  | 1                  | 11                 | –                  | 5                  | 2                  | 2                  | Crazy Frog Presents Crazy Hits                          |
| 2005  | Intro                                   |                    |                    |                    |                    |                    |                    |                    |                    |                    |                    | Crazy Frog Presents Crazy Hits: Crazy Christmas Edition |
| 2005  | Jingle Bells                            |                    |                    |                    |                    |                    |                    |                    |                    |                    |                    | Crazy Frog Presents Crazy Hits: Crazy Christmas Edition |
| 2005  | Last Christmas                          |                    |                    |                    |                    |                    |                    |                    |                    |                    |                    | Crazy Frog Presents Crazy Hits: Crazy Christmas Edition |
| 2006  | We Are the Champions (Ding a Dang Dong) | –                  | –                  | 4                  | 6                  | –                  | 14                 | 7                  | 1                  | 4                  | 1                  | Crazy Frog Presents More Crazy Hits                     |
| 2006  | Crazy Frog in the House                 |                    |                    |                    |                    |                    |                    |                    |                    |                    |                    | Crazy Frog Presents More Crazy Hits                     |
| 2006  | Last Christmas                          | –                  | –                  | 6                  | 10                 | 9                  | 6                  | 6                  | 9                  | 9                  | 2                  | Crazy Frog Presents More Crazy Hits                     |
| 2009  | Join The Frog                           |                    |                    |                    |                    |                    |                    |                    |                    |                    |                    | Everybody Dance Now                                     |
| 2009  | Cha Cha Slide                           |                    |                    |                    |                    |                    |                    |                    |                    |                    |                    | Everybody Dance Now                                     |
| 2009  | Everyone                                |                    |                    |                    |                    |                    |                    |                    |                    |                    |                    | Everybody Dance Now                                     |
| 2009  | Daddy DJ                                | –                  | –                  | –                  | –                  | –                  | –                  | –                  | 2                  | –                  | 14                 | Everybody Dance Now                                     |
| 2009  | Friends                                 | –                  | –                  | –                  | –                  | –                  | –                  | –                  | 8                  | –                  | –                  | Everybody Dance Now                                     |
| 2009  | Maya Hi, Maya Hu                        |                    |                    |                    |                    |                    |                    |                    |                    |                    |                    | Everybody Dance Now                                     |
| 2009  | Just Can't Get Enough                   |                    |                    |                    |                    |                    |                    |                    |                    |                    |                    | Everybody Dance Now                                     |
| 2009  | Jump                                    |                    |                    |                    |                    |                    |                    |                    |                    |                    |                    | Everybody Dance Now                                     |
| 2009  | Solo Frog                               |                    |                    |                    |                    |                    |                    |                    |                    |                    |                    | Everybody Dance Now                                     |
| 2009  | No Limit                                |                    |                    |                    |                    |                    |                    |                    |                    |                    |                    | Everybody Dance Now                                     |
| 2021  | Tricky                                  |                    |                    |                    |                    |                    |                    |                    |                    |                    |                    | Album sans titre                                        |
| 2022  | A Ring Ding Ding Ding                   |                    |                    |                    |                    |                    |                    |                    |                    |                    |                    | Album sans titre                                        |
| 2023  | Funny Song                              |                    |                    |                    |                    |                    |                    |                    |                    |                    |                    | Album sans titre                                        |

### Filmographie
- Seb la Frite, « L'histoire insupportable de Crazy Frog », sur YouTube, 1er mai 2020